# چوکووو (استان گابرووو)
چوکووو (به بلغاری: Chukovo) یک منطقهٔ مسکونی در بلغارستان است که در شهرستان دریانوو واقع شده‌است.